# Derudaf Forever
Derudaf Forever er et album med liveoptagelser med Gasolin', optaget i 1976 og 1978. Albummet udkom i 1993.

## Spor
1. "Kina rock" [live]
2. "Nanna" [live]
3. "Smukke Linda" [live]
4. "Det bedste til mig og mine venner" [live]
5. "Get On The Train" [live]
6. "Hva' gør vi nu, lille du" [live]
7. "1975" [live]
8. "Pas på svinget i Solrød" [live]
9. "På banen (Derudaf)" [live]
10. "Jumbo nummer nul" [live]
11. "December i New York" [live]
12. "Kattemor" [live]
13. "Kloden drejer stille rundt" [live]
14. "Girl You Got Me Lonely" [live]
15. "Fi-fi dong" [live]
16. "Strengelegen" [live]
17. "Refrainet er frit" [live]
18. "Som et strejf af en dråbe" [live]